# Летний Европейский юношеский Олимпийский фестиваль 2017
Летний Европейский юношеский Олимпийский фестиваль 2017 (англ. 2017 European Youth Summer Olympic Festival) — четырнадцатые летние региональные международные комплексные спортивные соревнования в рамках Европейского юношеского Олимпийского фестиваля для молодых европейских спортсменов в возрасте от 12 до 18 лет. Мероприятие прошло с 23 по 30 июля 2017 года в венгерском городе Дьёр.
Победителем в общем зачёте стала сборная команда России, которая завоевала 30 золотых, 19 серебряных и 12 бронзовых медалей.

## Соревнования
| - Баскетбол - Велоспорт - Волейбол - Гандбол | - Гребля на каноэ - Дзюдо - Лёгкая атлетика | - Плавание - Спортивная гимнастика - Теннис |

## Страны-участницы
В XIV Летнем европейском юношеском Олимпийском фестивале примут участие спортсмены из 50 европейских стран.
- Албания
- Андорра
- Армения
- Австрия
- Азербайджан
- Беларусь
- Бельгия
- Босния и Герцеговина
- Болгария
- Хорватия
- Кипр
- Чехия
- Дания
- Испания
- Эстония
- Финляндия
- Франция
- Грузия
- Германия
- Великобритания
- Греция
- Венгрия (152)
- Исландия
- Ирландия
- Израиль
- Италия
- Косово
- Латвия
- Лихтенштейн
- Литва
- Люксембург
- Македония
- Мальта
- Молдова
- Монако
- Черногория
- Нидерланды
- Норвегия
- Польша
- Португалия
- Румыния
- Россия
- Сан-Марино
- Сербия
- Словакия
- Словения
- Швеция
- Швейцария
- Турция
- Украина

1. ↑  2017 Summer Györ. Дата обращения: 10 марта 2017. Архивировано из оригинала 13 июля 2017 года.
2. ↑  Borkai praises preparations for European Youth Summer Olympic Festival. Дата обращения: 10 марта 2017. Архивировано 29 января 2017 года.
3. ↑  Сборная России победила в общекомандном зачете на Европейском юношеском летнем Олимпийском фестивале. Дата обращения: 4 августа 2017. Архивировано 2 августа 2017 года.